# Indução neural
A indução neural é o desenvolvimento do sistema nervoso desencadeado por sinais da região "organizadora" do embrião durante a gastrulação que ocorre nos vertebrados. Fenômeno descoberto e descrita em 1924 por embriologistas que trabalhavam com desenvolvimento embrionário de anfíbios, que visavam descobrir a regulação molecular responsáveis pela indução neural demonstraram que a inibição da sinalização de TGFs na ectoderme é a marca da aquisição do destino neural. Essa observação é a base do modelo "padrão" de indução neural. Indutores neurais são proteínas secretadas que atuam na inibição da ligação dos TGF’s na
ectoderme dorsal. No ectoderma ventral, onde os ligantes sinalizadores escapam da inibição, um destino não neural é induzido. A inibição da via do TGFβ é suficiente para induzir diretamente o destino neural em embriões de mamíferos. O processo molecular que delineia o destino neural do ectoderma é conservado através de uma ampla gama de organismos na filogenia.

## Características

Células de garrafa da margem movem-se para o interior para formar o lábio do blastóporo dorsal. Precursores mesodérmicos involuem sob o teto da blastocele. O arquêntero se forma e desloca a blastocele. As células migram dos lábios lateral e ventral do blastóporo para dentro do embrião. As células do hemisfério animal migram em direção da região vegetal, movendo o blastóporo para a região próxima do pólo vegetal. A blastocele é obliterada pelo tampão vitelínico. O embrião fica envolvido pelo ectoderma. O endoderma foi internalizado, e as células mesodérmicas se posicionaram entre o ectoderma e o endoderma

A indução neural Durante as primeiras fases do desenvolvimento embrionário, a ectoderme especifica à origem da epiderme (pele) e à placa neural. O destino neural da placa neural, portanto, inicia-se na fase de gástrula, quando os sinais de um conjunto especializado de células (o organizador) desencadeia o desenvolvimento neural da ectoderme.
No início da gastrulação, as células da mesoderme se movem em direção ao lábio dorsal do blastóporo e formam uma camada entre o endoderma e o ectoderma (Fig 1). Agentes neuralizadores secretados pelo organizador atuam inibindo a indução epidérmica através de antagonistas dos seus indutores na ectoderme dorsal, promovendo o destino neural dessas células. As células da mesoderme dorsal (células dos Organizador) que migram ao longo da linha média dorsal darão origem a uma estrutura chamada notocorda. Células ectodérmicas sobre a notocorda formam a placa neural em resposta a um sinal difusível produzido pela notocorda.
Muito do nosso conhecimento sobre indução neural de vertebrados vêm de estudos com Xenopus laevis. Hoje sabemos que  um bloqueio da sinalização das bone morphogenetic proteins  (BMPs) durante os estágios da gástrula é suficiente para iniciar a indução neural do ectoderme nesta espécie. Aqui nós detalharemos nossa compreensão atual usando o anfíbio como modelo. Nos concentramos principalmente no estabelecimento inicial do destino neural e posteriormente discutimos o  programa de expressão gênica específica da neurectoderme e etapas subseqüentes na padronização e desenvolvimento neuronal.

## Experimentos de Mangold e Spemann
O insight fundamental sobre como a placa neural é estabelecida veio do famoso experimento de Mangold e Spemann, no qual o tecido do lábio dorsal do blastóporo (localizado no mesoderma dorsal) de uma gástrula de Xenopus foi enxertado no lado ventral de um segundo embrião (Fig 2). Eles demonstraram que apenas as células do organizador de Spemann, poderiam induzir um eixo secundário do corpo quando transplantado para o lado ventral de um embrião hospedeiro 
Essa capacidade indutiva semelhante foi posteriormente demonstrada em  amniotas, destacando a conservação do “organizador” na filogenia, sendo a fonte de sinal(is) suficiente para induzir a formação do sistema nervoso.
As limitações técnicas existentes frustaram embriologistas na tentativa de  identificar os indutores endógenos e décadas após a descoberta do organizador, as moléculas responsáveis pela indução neural ainda eram desconhecidas. Trinta anos atrás, vários grupos relataram descobertas que desafiaram a noção de “epiderme por padrão”. Explantes da ectoderme (cap animal) de Xenopus nos estágios da blástula, formam a epiderme; por conseguinte, esses explantes, quando recombinados com enxerto de células do Organizador, formam tecido neural . No entanto, três grupos independentes demonstraram que quando o  cap animal (ou embriões inteiros) é submetido a uma dissociação prolongada durante os estágios da gástrula formam tecido neural   . Para explicar estes resultados, os indutores neurais propostos deveriam ser amplamente distribuídos e estar sob controle negativo no animal cap, sendo que esses fatores podem ser perdidos por dissociação. Porém, a natureza do indutor ou seu inibidor permaneceu indefinida. Assim, muitas décadas após a descoberta do organizador, o estudo da indução neural chegou um grande impasse.

A conversão das células do cap em tecido mesodérmico ou neural começou a ser “rastreada” usando marcadores moleculares específicos de destino, diagnosticando tipos celulares induzidos. Além disso, possíveis indutores foram testados como peptídeos purificados ou através microinjeção de RNA sintético. Essas abordagens levaram à descoberta de fatores de crescimento polipeptídicos das famílias do fator de crescimento de fibroblastos (FGF) e do fator de crescimento transformador-β (TGFβ). Esses fatores eram suficientes para impor o destino mesodérmico no cap animal. Quando o cap animal era tratado com limiares crescentes de Activina - um membro da família TGF - ele respondia formando mesoderme ventral, lateral e dorsal (incluindo o organizador), por exemplo. Assim, a inibição de activina, ou um ligante de TGF-β relacionado, “neutralizava” o cap animal, novamente sem precisar dos sinais do organizador.
A partir desses resultados, uma reinterpretação do mecanismo de funcionamento do organizador foi proposta; em vez de fornecer um sinal indutivo, os fatores do organizador atuam para inibir a sinalização de TGF-β na ectoderme. De acordo com esse modelo, o destino neural, e não a epiderme, é considerado como o estado padrão da ectoderme. Esse trabalho, publicado em 1989, é considerado um dos principais Milestones em biologia do desenvolvimento.

## Indutores do destino epidérmico
Estudos indicaram que membros da família de ligantes TGF-β eram candidatos a indutores epidérmicos. Embora a activina iniba a neutralização da ectoderme dissociada, ela não induz a epiderme; em vez disso, a activina induz a mesoderme.  A proteína morfogenética óssea 4 (BMP4), no entanto, é um potente indutor epidérmico 
Foi posteriormente demonstrado que BMP2, BMP7 e GDF6, todos ligantes relacionados a TGF-β, também induzem a epiderme . Os ligantes de BMP ligam-se aos receptores de TGF-β tipo I e tipo II ; a expressão de formas ativadas dos receptores BMP tipo I - Alk2, Alk3 e Alk6 - induzem epiderme no ensaio de ectoderme dispersa 
A sinalização do TGF-β é propagada pelas proteínas Smad intracelulares . A superexpressão de Smad1 e Smad5, mediadores que regulam a sinalização de BMP por receptores, também induz a epiderme neste ensaio  . Finalmente, a expressão de Msx1, uma resposta imediata à sinalização de BMP, inibe a neutralização da ectoderme e induz a epiderme em culturas de células dissociadas . Assim, o aumento da sinalização de BMP em múltiplos níveis irá gerar epiderme em células dissociadas.
A inibição da sinalização de BMP no núcleo é capaz de neuralizar a ectoderme. Diversos fatores de transcrição parecem mediar a indução epidérmica pela sinalização de BMP, inclusive a expressão de inibidores de vários desses fatores, como Vent-1, Vent-2 e Msx1, que neuralizam caps animais . Assim, a atenuação da atividade de BMP fora da célula, na superfície celular, no citoplasma ou no núcleo é suficiente para converter a ectoderme embrionária de um destino epidérmico para um destino neural.

## Indutores do destino neural
Uma variedade de tratamentos pode induzir o tecido neural indiretamente, através da geração intermediária do organizador (mesoderma dorsal). Noggin e Chordin se ligam às BMPs com maior afinidade do que essas se ligam ao seu receptor, inibindo a última interação  . 
Interações diretas entre Cerberus e BMPs também foram demonstradas . A folistatina pode antagonizar a sinalização de BMP através da formação de um complexo trimérico inativo com BMP4 e o receptor de BMP . O mecanismo de antagonismo das BMP por Xnr3 não é conhecido, mas Xnr3 pode competir com BMPs pela ligação ao receptor . Todas estas moléculas geram o tecido neural em explantes de animais sem induzir a mesoderme     . De acordo com as previsões do modelo padrão, todas essas moléculas parecem atuar como antagonistas da sinalização BMP. Esses dados oferecem forte suporte para a noção de que a neuralização ocorre por meio da inibição da sinalização de BMP no ectoderma por antagonistas secretados pelo Organizador.

## Antagonistas de BMP na padronização da mesoderme
O organizador desempenha várias funções críticas durante a gastrulação; além da neuralização (dorsalização) do ectoderma, o organizador age para dorsalizar a mesoderme , levando ao desenvolvimento de somitos e músculos em vez de mesoderme lateral. Todos os antagonistas solúveis de BMP aqui descritos foram capazes de dorsalizar explantes de mesoderme ventral   . Em contrapartida, BMPs ventralizam explantes da zona marginal dorsal 
Foi demonstrado que diferentes níveis de atividade de BMP especificam destinos ectodérmicos distintos. Enquanto a atenuação prolongada da sinalização de BMP neuraliza o ectoderma, a inibição parcial da sinalização de BMP induz a diferenciação de tipos celulares normalmente encontrados na fronteira entre a placa neural e a epiderme. Tecidos induzidos por baixos níveis de sinalização de BMP incluem a crista neural . Assim, uma distribuição gradual da sinalização BMP pode ser suficiente para gerar muitos derivados ectodermicos adicionais, se não todos.

## Passos seguintes no desenvolvimento neural
Após o estabelecimento de uma zona depletada de BMP, um subgrupo do neurectoderma dará origem aos neurônios diferenciados do sistema nervoso primário . Os mecanismos que regulam a extensão da neurogênese primária, temporal e espacialmente, não são claros, embora os fatores de transcrição gli/Zic e XBF-1 parecem desempenhar um papel importante nesse processo.
A ponte entre o antagonismo das BMP e a determinação neuronal também não é totalmente compreendida. A superexpressão do fator neurogenina (Xngnr1)
é responsavel pelo destino de neuronal em caps animais . A expressão de SoxD é regulada negativamente por BMP4 e regulada positivamente por Chordin; A superexpressão desse fator induz a expressão de Xngnr1 e gera o destino das células neuronais, presumivelmente via Xngnr1 .
Uma forma inibitória dominante de SoxD bloqueia a neuralização por inibidores de BMP em caps animais, sugerindo que SoxD é um mediador necessário do desenvolvimento neural anterior a inibição de BMP. Outros fatores, estruturalmente e / ou funcionalmente relacionados ao SoxD, podem compensar a perda de atividade SoxD na neurectoderme mais caudal. SoxD é assim um intermediário molecular que parece funcionar entre a inibição de BMP e expressão Xngnr1.
Nos estágios precoces da gastrula, o SoxD é expresso ao longo da ectoderme; nos estágios mais tardios da gástrula, entretanto, a expressão soxD se torna restrita ao ectoderma dorsal. Com base nos dados descritos acima, essa localização do SoxD parece ser um resultado da inibição de BMP no ectoderma dorsal. Além disso, os genes msx1, gata1 e Vent (Vent1 / PV.1 e Vent2) parecem agir logo depois da indução epidérmica mediada por BMP. A expressão desses genes é regulada em resposta à BMP e a superexpressão desses fatores mostrou induzir a epiderme e inibir a neuralização por antagonistas de BMP   .
Tanto Msx1 quanto as proteínas Vent parecem agir como repressores transcricionais  . Essas proteínas responsivas às BMP podem, assim, atuar na ectoderme na gastrula tardia ventral para inibir a expressão de soxD, diretamente ou através de intermediários moleculares que podem incluir Zicr1 e Zic3   . Consistente com o papel da repressão do soxD mediada pelo BMP, tanto o Msx1 quanto o Gata1 inibem a expressão do soxD . Estes dados sugerem que o antagonismo de BMP conduz à geração de destino neural através da regulação negativa de repressores transcricionais que respondem a BMP, uma recapitulação do modelo de padrão neural ao nível da transcrição.

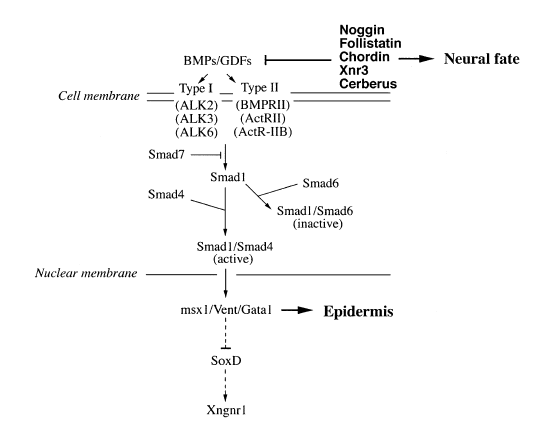
Em Xenopus laevis, aindução epidérmica é iniciada nas células da ectoderma ventral pela ligação dos ligantes de BMP e/ou GDF ao Tipo I (ALK2, ALK3 e ALK6) e TipoII (BMPRII, ActRII e ActR-IIB). Essa ligação resulta nafosforilação do receptor tipo I; assim ativado, o receptor tipo I fosforila e ativa Smad1, que então se associa com Smad4. O complexo Smad1 / Smad4 transloca-se para o núcleo e ativa a expressão de genes que codificam fatores de transcrição. Esses fatores, que incluem as proteínas Msx1, Gata1 e Vent, ativam o programa de expressão gênica específica da epiderme e inibem a expressão de genes neurais. A neuralização do ectoderma dorsal é mediada peloantagonismo extracelular de BMPs e GDFs por fatores secretados a partir do organizador de Spemann(Noggin, Follistatin, Chordin, Xnr3, Cerberus).